# 三河屋善兵衛
三河屋 善兵衛（みかわや ぜんべえ、生没年不詳）とは江戸時代の江戸の地本問屋。

## 来歴
大栄堂と号す。池多氏。天保から文久年間に江戸の南伝馬町3丁目伊兵衛地借において地本問屋を営業している。松亭金水作・歌川広重の絵本、歌川貞房の絵本などを出版している。

## 作品
- 歌川広重画 『江都近郊名勝一覧』地誌本 松亭金水作 弘化4年（1847年）
- 歌川広重画 『絵本江戸めぐり』地誌本 松亭金水作 安政5年（1858年） ※『江都近郊名勝一覧』の再版
- 歌川貞房画『和国二十四孝絵抄』 楽亭西馬撰 文久3年（1863年）